# Брюсы (Российская империя)
Брюсы (англ. Bruce) — угасший российский графский род, ветвь шотландского клана Брюс, из дома Клакманан.

## Происхождение и история рода
В России род разделился на 2 ветви.
1. Шотландский офицер Якоб Брюс с сыном Вилимом[2], потомок шотландских королей Роберта I (1306) и его сына короля Давыда II, прибыли в Россию, оба были приняты на службу царем Алексеем Михайловичем (1647). Первый из них был майором и умер под Азовом († 21 июля 1695). В период продолжительной службы Вилим Брюс совершенно обрусел и своих сыновей Романа и Якова воспитал русскими, умер в чине генерал-майора († 1680)[3]. Император Пётр I пожаловал Якова Вилимовича в графское Российской империи достоинство (18 февраля 1721). Александр Романович императрицей Анной Иоановной возведён в графское достоинство (29 марта 1740).
2. Джон Брюс, двоюродный брат Якова Брюса, в смутное время Кромвеля оставил отечество и поступил на службу к Бранденбургскому курфюрсту, и под конец жизни командовал полком. Его внук Пётр-Генрих Брюс (1692-1757) капитан в русской службе (1711-1724), адъютант при генерале Вейде, вернулся в Шотландию, потомство в России не оставил. О пребывании в России оставил записки, изданные после его смерти под заглавием: «Memoirs of Peter Henry Brus Esg». London (1782).

## Описание гербов
Щит, разделенный на четыре части, имеет посередине малый щиток золотой, в котором изображен красно-оранжевого цвета крест Св. Апостола Андрея, и над ним поверхность сего щита того же цвета. В первой и четвёртой части, в голубом поле, видна часть серебряной городовой стены диагонально справа налево означенной и над ней по одному серебряному ядру с тремя пламенами натурального цвета. Во второй и третьей части, в серебряном поле, по бокам означены две зеленые дуги и между ними чёрная Орлиная голова с короной.
Над щитом три шлема, из коих первый с правой стороны имеет короны баронскую и наверху неё часть городовой стены. Второй средний украшен венцом красным серебром раскрашенным, на поверхности коего вооруженная рука, имеющая золотую булаву. Третий шлем с левой стороны коронован графской короной и над ней видна Орлиная глава увенчанная. Намёт на щите красный, подложен серебром. Щитодержатели: с правой стороны красный лев, а с левой единорог. Внизу щита надпись: FUIMUS. Герб внесён в Общий гербовник дворянских родов Российской империи, часть 2, 1-е отделение, стр. 11.

### Герб графов Брюсов 1785 г.
В Гербовнике Анисима Титовича Князева 1785 года имеется герб Якова Александровича Брюса: поле щита разделено крестообразно на четыре части, а посредине малый щиток. В первой и четвертой частях, в синем поле, диагонально, положена золотая зубчатая стена и над ней серебряное ядро с тремя пламенными языками натурального цвета. Во второй и третьей частях, в серебряном поле, по краям, два зелёных полукруга и между ними чёрная орлиная голова с золотой короной. В малом щитке, в чёрном поле, красный Андреевский крест и над ним во всю ширину щитка красная же полоса. Щит увенчан тремя графскими шлемами, с шейными клейнодами, из коих крайние шлемы повёрнуты к центральному шлему и увенчаны графскими коронами. Нашлемники: правый — зубчатая стена, а левый — наполовину, единорог. Щитодержатели: справа восстающий золотой лев с поднятым хвостом, левый — белый единорог, стоящими задними ногами на пушках. Над щитом изображение согнутой руки с мечом, остриём вверх, выходящей из облака (польский герб Малая Погоня). Вокруг щита орденская лента, с тремя орденскими крестами. Вокруг щита военная арматура в виде знамён, пушек. Девиз: «Fuimus».

### Геральдика
Герб Брюсов являлся одним из первых дворянских гербов, бытовавших в России. Представители шотландского рода Брюсов выехали на службу к царю Алексею Михайловичу в середине XVII века. В России они продолжали пользоваться родовым гербом. На письме Романа Вилимовича Брюса (1708) сохранилась печать, изображавшая герб шотландского рода Брюсов из Клэкмэнна: в золотом поле соединенные красные крест Святого Андрея (косой) и глава, в вольной части серебряная звезда.
Эти родовые символы были помещены в щитке графского герба Брюсов, который вместе с титулом получил от императора Петра I, военачальник, дипломат и учёный Яков Вилимович Брюс (1669—1735). В его жалованной грамоте на титул (от 18 февраля 1721) содержалось подробное описание герба. Однако значение большинства эмблем герба не разъяснялось, только о городской стене, сопровождаемой сверху ядром, сообщалось, что она должна указывать на участие Я. В. Брюса в Аландском конгрессе, призванном заключить со Швецией мирный договор после Северной войны. Д. Г. Федосов считает, что автором герба являлся сам Я. В. Брюс, который хорошо разбирался в геральдике и имел в библиотеке геральдические книги.
Перевод с латыни жалованной грамоты Я. В. Брюса на графское достоинство был опубликован (1992). Перевод вызвал критические отзывы в связи с тем, что содержал много ошибок и неточностей.
Герб графов Брюсов использовался ими на экслибрисах графа Я. В. Брюса (с изменениями в изображении), на надгробии его племянника, графа А. Р. Брюса (1704—1760) на кладбище Донского монастыря.
В обиходе встречается герб графов Брюсов с девизом на латыни: «Мы были».

## Известные представители
- Брюс, Яков Вилимович (1669—1735), генерал-фельдцейхмейстер, генерал-фельдмаршал, владелец и строитель подмосковной усадьбы Глинки, удостоен графского титула (1721), так как детей не имел, его графский титул передан сыну его брата (1740).
- Брюс, Роман Вилимович (1668—1720), генерал-поручик, первый обер-комендант Санкт-Петербурга, женат на вдове полковника Вестгофа.
  - Брюс, Александр Романович (1704—1760), генерал-поручик, московский вице-губернатор; был женат 1-м браком — на княжне Анастасии Михайловне Долгорукой, 2-м браком — на княжне Екатерине Алексеевне Долгоруковой (бывшая невеста императора Петра II), 3-м браком — на Наталье Фёдоровне Колычевой
    - Брюс, Яков Александрович (1732—1791), генерал-аншеф, московский главнокомандующий, последний граф Брюс; женат на графине Прасковье Александровне Румянцевой. Владелец «Дома Брюса», от которого произошло название Брюсов переулок в Москве.
      - Брюс, Екатерина Яковлевна (1776—1821), замужем за графом Василием Мусиным-Пушкиным, которому высочайшим указом императора Павла I (18.11.1796) дозволялось присоединить фамилию Брюса и именоваться графом Мусиным-Пушкиным-Брюсом. Этот брак был бездетным.